# Olonia apicalis
Olonia apicalis är en insektsart som först beskrevs av Walker 1851.  Olonia apicalis ingår i släktet Olonia och familjen Eurybrachidae. Inga underarter finns listade i Catalogue of Life.